# 綠繡隆頭魚
綠繡隆頭魚（学名：Pictilabrus viridis）為輻鰭魚綱鱸形目隆頭魚亞目隆頭魚科的其中一種，分布於西澳大利亞海域，棲息深度2-15公尺，體長可達14.1公分，棲息在海草生長的礁石區，生活習性不明。
其种加词“viridis”意为“绿色的”。